# Wilków-Kolonia
Wilków-Kolonia – kolonia w Polsce położona w województwie lubelskim, w powiecie opolskim, w gminie Wilków.
W latach 1975–1998 miejscowość należała administracyjnie do ówczesnego województwa lubelskiego.
Kolonia stanowi sołectwo w gminie Wilków. Według Narodowego Spisu Powszechnego z roku 2011 kolonia liczyła 129 mieszkańców.
Wierni Kościoła rzymskokatolickiego należą do parafii św. Floriana i św. Urszuli w Wilkowie.